# Сисоєв Віктор Сергійович
Ві́ктор Сергі́йович Сисо́єв (26 січня (8 лютого) 1915, Бараково — 16 квітня 1994, Москва) — діяч радянського ВМФ, військово-морський теоретик, педагог, доктор військових наук, професор (з 1975 року), адмірал (з 1970 року). Фахівець у галузі стратегічного застосування ВМФ, організації оперативно-стратегічного управління різновидових угруповань збройних сил. Депутат Верховної Ради СРСР 8-го скликання. Член ЦК КПУ в 1971—1976 роках.

## Біографія
Народився 26 січня (8 лютого) 1915 року в селі Бараково (нині Рибнівського району Рязанської області) в селянській родині. З 1932 року працював учнем слюсаря на заводі, електромонтером.
У ВМФ СРСР з 1937 року. За спецнабором переведений з Московського енергетичного інституту. У 1939 році закінчив Вище військово-морське училище імені Фрунзе, в 1945 році курси офіцерського складу та в 1952 році Військово-морську академію.
Під час радянсько-німецької війни служив на есмінцях Чорноморського флоту. На лідері «Харків» 26 червня 1941 року артилерійським вогнем команда корабля підпалила нафтові промисли в районі Констанци. Брав участь в обороні Одеси і обороні Севастополя. Член ВКП(б) з 1942 року.
У травні—вересні 1944 року служив на Північному флоті.
Після війни був командиром есмінця, крейсера; з 1955 року — начальник штабу з'єднання Чорноморського флоту. У 1960–1965 роках — начальник кафедри Військово-морської академії.
У 1965–1968 роках — 1-й заступник командувача, з грудня 1968 по березень 1974 року — командувач Червонопрапорного Чорноморського флоту.
У 1974–1981 роках — начальник Військово-морської академії.
З 1987 року у відставці. Помер 16 квітня 1994 року у Москві. Похований на Троєкуровському кладовищі.

## Нагороди, пам'ять

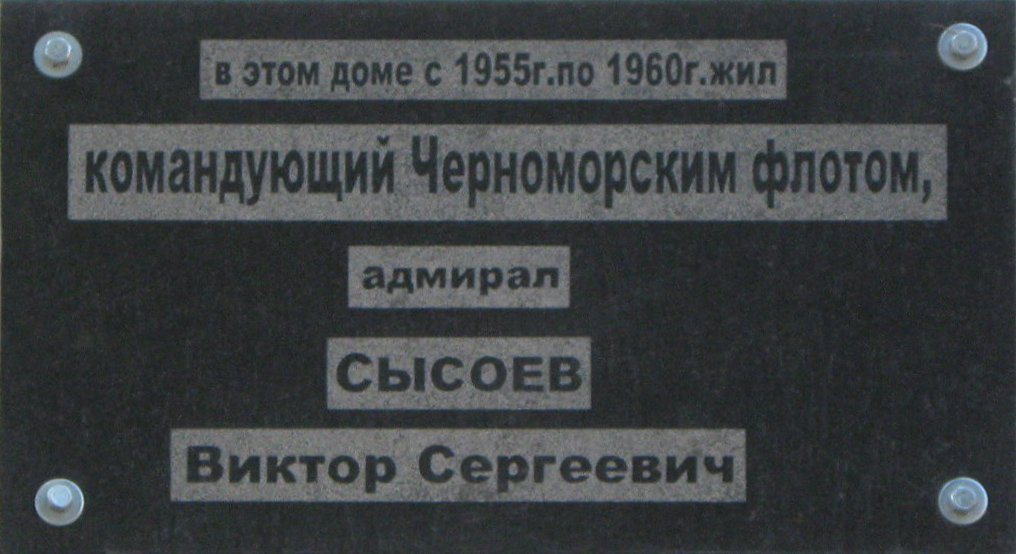
Меморіальна дошка

Нагороджений орденом Жовтневої Революції, трьома орденами Червоного Прапора, орденом Вітчизняної війни 1-го ступеня, двома орденами Червоної Зірки, медалями.
У Севастополі, на будинку по вулиці Великій Морській, 16, де з 1955 по 1960 рік жив Віктор Сисоєв, встановлено меморіальну дошку.